# Erbsenerntemaschine

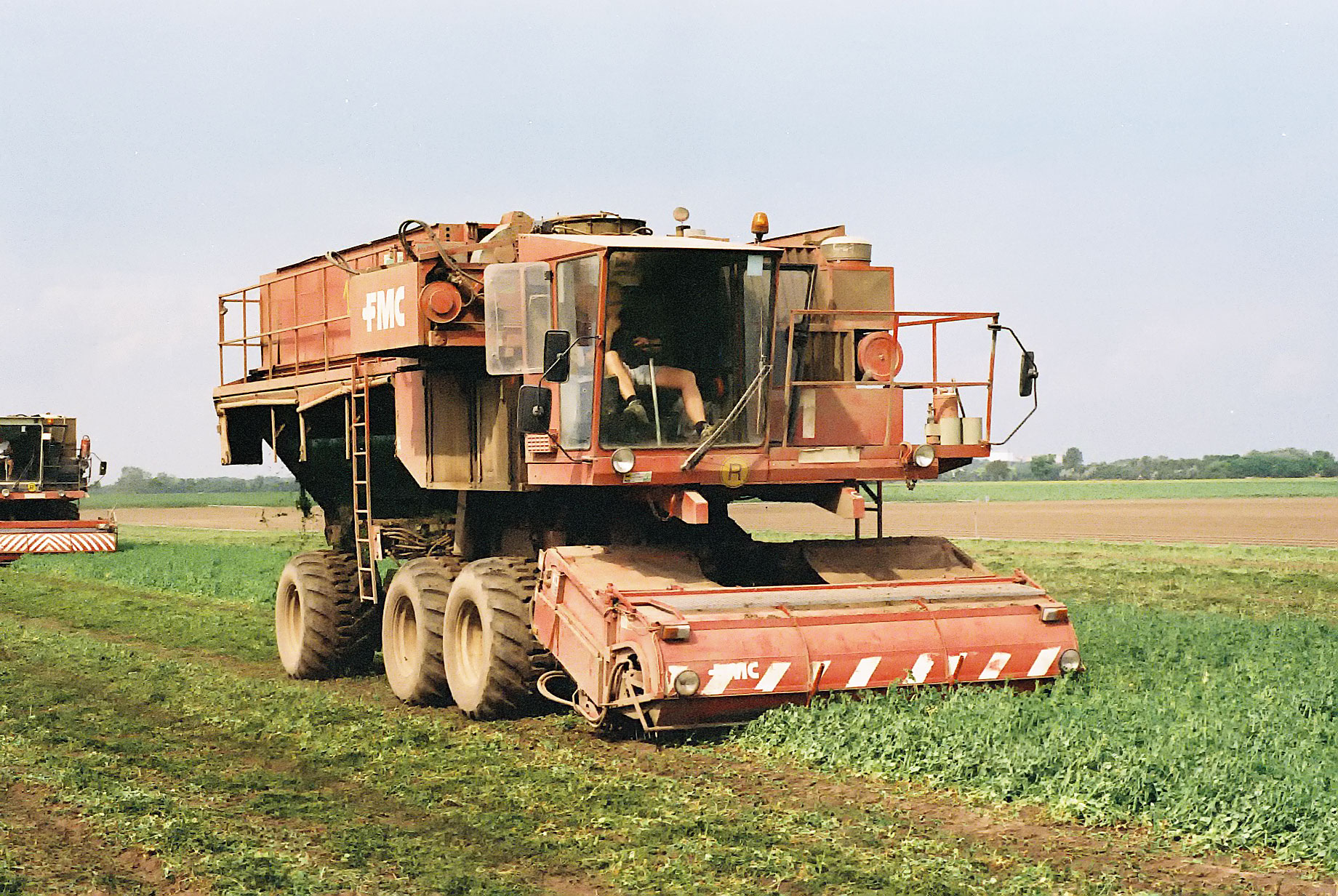
Erbsenvollernter im Einsatz

Erbsenerntemaschinen sind selbstfahrende Erntegeräte für die Beerntung von Erbsen für die Konservierung in Dosen oder für Tiefkühlkost.
Gründruscherbsen sind ein sehr empfindliches Ernteprodukt. Daher ist das Aufnehmen des Erntegutes (Laub einschließlich der Hülsen) und die Trennung der Bestandteile landmaschinentechnisch recht schwierig. Es werden nachstehende Maschinenbestandteile unterschieden:
- Dreschsystem
- Körnersammelband
- Absaugvorrichtung
- Hülsenseparierung

Ein Hersteller einer Erbsenerntemaschine ist beispielsweise Ploeger Machines. 